# Guru

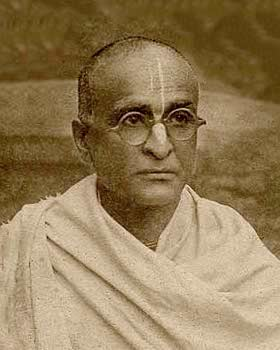
Bhaktisiddhānta Sarasvatī Ṭhākura (1874-1973) gurù del paramparā del sampradāya kṛṣṇaita fondato da Caitanya nel XV secolo. Il segno che corre dalla fronte lungo il naso corrisponde al tilaka ed è un marchio che lo identifica come appartenente al suo sampradāya, esso è composto da argilla bianca detta gopīcandana proveniente dalla città di Dwarka, e rappresenta i due piedi di Kṛṣṇa (le linee parallele) che terminano con una foglia di Tulasī (Ocimum tenuiflorum) pianta sacra al dio e a lui offerta. I devoti al dio Kṛṣṇa disegnano dodici tilaka sul proprio corpo prima di avviare le attività devozionali quotidiane.

Guru è un termine maschile sanscrito (devanāgarī गुरू, gurū) che presso la religione induista ha il significato di «maestro spirituale», ed è riferito in particolar modo a colui che impartisce la dīkṣā al suo discepolo. Si tratta dunque di una figura molto importante in questa religione, comune a tutte le scuole filosofiche e devozionali dell'Induismo, avente diritto al massimo rispetto e alla venerazione al pari del padre, della madre e dell'ospite.

## Descrizione
Così la Taittirīya Upaniṣad riporta:
(Taittirīya Upaniṣad, I,11,2. Traduzione di Carlo Della Casa)
Secondo l'interpretazione della tarda Advaya tāraka Upaniṣad (14-18), il termine guru origina dalle radici gu («oscurità») e ru («svanire»), significando quindi «colui che disperde l'oscurità».
Il rapporto che si crea tra guru e discepolo è molto profondo: il guru diviene responsabile della crescita spirituale dell'aspirante, istruendolo e fornendo le istruzioni più adatte a lui, e soprattutto indicandogli tempi e modalità di esecuzione delle pratiche spirituali.
Nel Mahābhārata e in altre Itihāsa, viene spiegato che alla figlia di un bramino non è consentito di sposare i discepoli dello stesso; il rapporto tra questi ultimi e il maestro risulterebbe così forte che una simile unione verrebbe considerata al pari di un incesto con la sorella.
In quasi tutte le opere religiose induiste ricorre la figura del guru; ad esempio, nella Bhagavadgītā, l'eroe Arjuna si sottomette interamente al consiglio di Kṛṣṇa, il quale, impartendogli una serie di insegnamenti spirituali, diviene a tutti gli effetti il suo guru.
In modo simile, il Vivekacūḍāmaṇi – il trattato metafisico che può considerarsi una sorta di manifesto della scuola dell'Advaita Vedānta – è narrato nella forma di dialogo tra un guru e il suo discepolo.

## Unix
Il termine guru viene utilizzato in campo informatico per indicare il grande esperto a cui si appoggiano gli esperti bravi.
In altri campi, il termine è sempre più spesso usato per definire, anche ironicamente, chi svolge o si attribuisce la funzione di guida spirituale, di maestro intellettuale : capo, guida, maestro, ispiratore, santone, faro, lume...